# Il caso Fitzgerald
Il caso Fitzgerald (titolo originale Camino Island) è un romanzo dello scrittore statunitense John Grisham del 2017.

## Trama
Una notte, un gruppo di 5 ladri professionisti (Denny, Trey, Mark, Jerry, Ahmed) riesce a penetrare nel caveau della Princeton University e a rubare 5 manoscritti originali di altrettanti romanzi dello scrittore Francis Scott Fitzgerald, dopo aver già visitato sotto falso nome l'università e la sua biblioteca e aver usato come diversivo degli esplosivi, simulando una sparatoria.
L'FBI individua quasi subito 2 malviventi (Mark e Terry), alla Penn Station a Manhattan, mentre Denny uccide Trey, temendo che possa confessare il tutto e Ahmed si rifugia in Europa.
Nel frattempo, una misteriosa organizzazione, operante per conto dell'impresa assicuratrice che avrebbe dovuto risarcire il danno, sospetta che le preziose opere siano cadute nelle mani di Bruce Cable, collezionista di prime edizioni e proprietario della libreria indipendente Bay Books sull'isola di Camino, sposato con la arredatrice francese Noelle (in realtà il matrimonio non è mai stato celebrato e, anzi, la coppia ha una relazione di tipo "aperto"). 
Per avvicinarlo, viene coinvolta Mercer Mann, scrittrice che da 3 anni non riesce più a proseguire nella stesura del suo nuovo romanzo, oppressa dai debiti di studio e dall'imminente termine del suo contratto di professore aggregato di letteratura presso l'Università del North Carolina. 
Ella aveva già vissuto a Camino Island in gioventù, con la nonna Tessa ed è, pertanto, pratica del luogo. 
Il suo compito sarà conquistare la fiducia di Bruce, per giungere alla verità e individuare dove i manoscritti siano nascosti, piano che effettivamente riesce. 
Pochi giorni prima che l'FBI faccia irruzione nel caveau di Bruce, egli ha però spedito i manoscritti in Provenza, dove la moglie si trovava per lavoro. 
Bruce non viene quindi arrestato e riesce a recarsi in Francia da Noelle: da lì, tramite un intermediario del posto, contatta la Princeton University, rivendendo ad essa i libri rubati e facendola franca, a differenza del ladro Denny e del suo nuovo complice Rooke, che vengono invece pedinati e catturati.

## Edizioni in italiano
- John Grisham, Il caso Fitzgerald, traduzione di Luca Fusari e Sara Prencipe, Mondolibri, Milano 2017
- John Grisham, Il caso Fitzgerald, traduzione di Luca Fusari e Sara Prencipe, Mondadori, Milano 2017 ISBN 978-88-04-68010-9
- John Grisham, Il caso Fitzgerald, traduzione di Luca Fusari e Sara Prencipe, Mondadori, Milano 2018 ISBN 978-88-04-68845-7
- John Grisham, Il caso Fitzgerald, traduzione di Luca Fusari e Sara Prencipe, Mondadori, Milano 2018 ISBN 978-88-04-70504-8
- John Grisham, Il caso Fitzgerald, Traduzione di Luca Fusari e Sara Prencipe, Mondadori, Milano 2020 ISBN 978-88-04-72593-0 ISBN 978-88-04-73271-6